# Campiglossa astuta
Campiglossa astuta är en tvåvingeart som först beskrevs av Munro 1957.  Campiglossa astuta ingår i släktet Campiglossa och familjen borrflugor. Inga underarter finns listade.